# Bordești, Vrancea
Bordești este satul de reședință al comunei cu același nume din județul Vrancea, Muntenia, România.

## Așezare
Se află în partea de sud a județului, în Subcarpații de Curbură. Bordeștiul este o așezare tipică pentru zona colinară a Subcarpaților de curbură, un sat de tip răsfirat, înșiruit de-a lungul unor platouri tăiate de văi adânci. Bordeștiul este situat la aproximativ aceași distanță de orașele Râmnicu Sărat (17 km NE) și Focșani (22 km SV), între văile Râmnicului Sărat (pârâul Slimnic) la vest respectiv Râmnic la est.

## Etimologie
Numele așezării stârnește și astăzi o mică dispută între cei interesați, existând două teorii. Prima teorie consideră că numele localității provine după locuința de tip bordei, foarte răspândită în zonă. Adepții celei de-a doua teorii sunt de acord cu ideea lansată de Nicolae Iorga în lucrarea „Revelații toponimice pentru istoria neștiută a românilor”, București 1941, în care afirmă faptul că toponimele terminate în sufixul –ești, provin de la numele unui strămoș; suntem de acord cu această teorie, dovadă fiind toponimul Podul Bordii pentru vechea vatră a satului, și numeroasele nume de localități similare din zonă: Cândești, Popești, Urechești, etc.

## Scurtă evoluție
Zona a fost locuită continuu încă din eneolitic, dovadă fiind numeroasele dovezi arheologice de prim rang, precum unelte de piatră, ceramică de tip Sărata Monteoru, ceramică grosieră butoni sau tezaurul de denari republicani romani, descoperit la Vărsătura în 1964.
Prima atestare documentară directă datează din 1638, existând într-un document mai târziu și o referire la un eveniment petrecut la Bordești în 1620. Hrisoul menționat confirmă vânzarea de către Dumitru Gonțoiu din Bordești către Iane Dumbrăveanul a unei livezi pentru 300 de aspri. Este astfel prima atestare a transformării obștei libere de moșneni în obște de clăcași, fenomen comun în zona de “margine” și nu numai, în secolele XVII- XVIII, datorat sporirii obligațiilor și nesfârșitelor conflicte cu turcii, tătarii, moldovenii, polonezii sau cazacii. Din acest motiv, la sfârșitul secolului XVII, obștea liberă dispare prin vânzări voite sau silite către mari proprietari precum Iane Dumbrăveanul, căpitanii Costin și Mănăilă sau Mănăstirea Măxineni.
Proprietatea privată țărănească revine după Reforma agrară din 1864 și este întărită de marile reforme de după războaie, dispare iarăși în epoca comunistă, revenind după revoluția din 1989. Forma obștească nu și-a mai regăsit originea la Bordești după nici una din aceste reforme.

## Obielctive notabile

### Cimitirul ostasilor romani si germani 1916-1919
La intrarea in comuna se regaseste acest monumentul istoric (VN-IV-s-A-06614). Cimitirul a fost amenajat in perioda 1930-1932 cu suportul Germaniei. Mormintele ostasilor cazuti sunt dispuse pe trei terase, cea superioara fiind dominata de o cruce inata de beton de cca 3m inaltime.

### Biserica Mănăstirii Bordești

#### Ctitorii
În 1646 moșnenii din Bordești vindeau o parte de moșie și dăruiau Domnului Matei Basarab “un loc de pomet, cât se va alege, să-și facă Măria Sa metoh. Așijderea și Măria Sa, căt se va îndemna să ne facă bine”. Anii tulburi de la sfârșitul domniei l-au împiedicat pe “domnul prea creștin” să-și țină făgăduiala. A îndeplinit-o însă un boier buzoian, ridicat prin mijloace proprii la rangul de ceauș (1680 – 1684), la cel de logofăt (1685 – 1687), căpitan de Buzău, de lefegii, de margine, mare căpitan (1693 – 1704), șătrar (1705 – 1715) și mare clucer (1715 – 1723) conform Teodor Rădulescu, după cum reiese dintr-un document din 20 iunie 1742 prin care domnul Mihai Racoviță refăcea documentele Episcopiei Buzăului pierdute în răzmerițe la începutul secolului (Arhivele Statului, București,, Episcopia Buzăului, XIII / 29):
“...schitul Bordești care este făcut din temelie de răposatul Mănăilă biv vel clucer și l-au închinat Șărban polcovnic și Ștefan căpitan, feciorii lui, la Sfânta Episcopie, precum arată cartea de închinăciune...”
Mănăilă, boier credincios Cantacuzinilor, a acumulat o avere însemnată de ambele maluri ale Milcovului: Aldeni, Albești, Bahnele, Bălțați Berindești, Bordești, Cândești, Goniți, Măxim, Măgura, Mărăcineni, Opăriți, Sinești, Tâmboiești în Valahia și Mărtinești, Modruzeni, Mocirleni, Negoșinu în Moldova. În spiritul epocii, el a avut și o intensă activitate de ctitor, în zona noastră de interes, ctitorind bisericile mănăstirilor Bordești și Recea – Cândești.
Biserica de la Bordești a fost ridicată din cărămidă, piatră și lemn pe un mic platou de sub Dealul Străjii, pe malul unui pârâiaș – numit azi al Bisericii. 
Pe tabloul votiv al ctitorilor, apar Mănăilă și soția sa Mina, alături de domnitorii Șerban Cantacuzino și Constantin Brâncoveanu.
Știm cu certitudine, dintr-o inscripție de pe ușa din lemn sculptat a bisericii (azi dispărută), că în ianuarie 1699, construcția era gata, pictura finalizându-se în 1722. Biserica a primit hramul “Adormirea Maicii Domnului” și a devenit schit de călugări, fiind înzestrată cu fosta moșie a moșnenilor din Bordești: pădure, livadă, fâneață, loc de moară, vad de han și, mai ales, vie.

#### Arhitectura
Biserica are un plan clasic, trilobat, cu naosul și pronaosul lărgite. Intrarea se face prin latura de vest, printr-un privdor brâncovenesc susținut de șase coloane din piatră frumos sculptate. Inițial, biserica avea două turle, turla cea mai mare, cea de pe pronaos îndeplinind și rolul de clopotniță.
Constructorul bisericii a realizat un perete între pridvor și pronaos de 1.2 metri grosime, ce ascunde și scara de acces către clopotniță, eliminându-se astfel o scară exterioară sau o altă turlă(soluție foarte ingenioasă dar nu foarte fericită într-o zonă seismică).
Dimensiunile armonioase ale bisericii (22 metri lungime, 5.36 m și 4.60 m), diametrul turlelor, lungimea altarului de 3.20 m, înălțimea pereților de 6.70 m, 22 m înălțimea până în vârful crucii de pe turla mare, după arhitect Ghica Budești), împreună cu sculptura în lemn și piatră și pictura murală au făcut din biserica schitului Bordești o mică bijuterie.
Sunt remarcabile realizările meșterilor sculptori, similare cu cele de la Sinaia și Stavropoleos, de pe coloanele din pridvor și dintre pronaos și naos sau de la ancadramentele ferestrelor, constând în dantelărie spiralică, formată din vreji, flori și fructe specifice.
Ceea ce s-a sculptat în lemn a dispărut din păcate, toți specialiștii fiind însă de acord cu faptul că ușa împărătească, sculptată în 18 panouri, încadrate într-un decor minuțios, reprezenta o capodoperă.
Despre pictura lui Pârvu Mutu și a ucenicului său Radu de la biserica mănăstirii Bordești, specialiștii au scris si vor continua să scrie. Frescele cu Adormirea Maicii Domnului și autoportretul pictorului – unicat, păstrate azi la Muzeul de Artă al României, sunt emblematice.

#### Destinul mănăstirii
Până la un punct, ctitoriile surori ale căpitanului Mănăilă, Bordești și Recea, au avut un destin similar: au fost închinate altor mănăstiri, exploatate, distruse și părăsite de monahi. 
Mănăstirea Bordești, înzestrată de căpitanul Mănăilă cu peste 40 de pogoane de vie, a fost închinată de fii acestuia Episcopiei Buzăului, iar către sfârșitul secolului XVIII, Episcopia a închinat-o Schitului Băbeni, care a exploatat bogățiile moșiei și a ignorat necesitățile monahilor și ale construcțiilor. La sfârșitul secolului XIX, totul era paragină.
Principalele distrugeri le-au provocat infiltrațiile apelor freatice, alunecările de pământ, cutremerele din 1802, 1804, 1838 și Războiul Crimeei: în 1853, egumenul Samoilă a fugit în Rusia cu arhiva și odoarele mănăstirii, iar în 1856, un incendiu a distrus chiliile.
După secularizare, ctitoria devine biserică de mir, dar în 1899, o alunecare de pământ îi dă lovitura decisivă; după cutremurul din 1911, este părăsită defintiv.
La 10 martie 1915, grație valorii arhitectonice și a importanței picturii, la insistențele unor fideli vizitatori (Vlahuță, Delavrancea, Iorga, Grigorescu, etc.), prin Decret Regal, biserica a fost declarată monument istoric, nerealizăndu-se însă decât studii și relevee.
Din 1954, au început lucrările de recuperare a operelorde artă și de consolidare cu bani de la Ministerul Culturii. Simpozionul de la Bordesti din 1980, a părut că aduce un nou avânt eforturilor de restaurare, dar lucrările au reînceput abia în 1994.
Cercetările arheologice au fost inițiate în 1991 de către Victor Bobi și urmate de lucrări sistematice conduse de Aurel Nicodei de la Muzeul Vrancei.
Astăzi lucrările de consolidare și reconstrucție sunt încheiate iar soarta ctitoriei brâncovenești de la Bordești depinde de Episcopia Buzăului și, mai ales, de voința politică locală.

#### Perspective
Ctitoria căpitanului Mănăilă a însemnat pentru foștii moșneni bordeșteni certitudinea aservirii lor precum și începutul unei continuuie conviețuiri cu țiganii, foști robi, azi dezrădăcinați, fără să-și mai (re)cunoască originile sau limba.
Mănăstirea Bordești a adus școala pe aceste locuri cu mult înaintea laicilor Regulamente sau Reforme.
Pictura lui Pârvu Mutu a făcut faimos numele de Bordești, în cercurile academice, încă din secolul al XIX- lea.